# أولاف الثاني ملك الدنمارك
أولاف الثاني ملك الدنمارك (ديسمبر 1370 - 3 أغسطس 1387)؛ كان ملك الدنمارك باسم أولاف الثاني (رغم أنه يشار إليه أحيانًا باسم أولاف الثالث)؛ ومنذ عام 1376 أصبح ملك النرويج باسم أولاف الرابع منذ 1380 حتى وفاته، أولاف هو ابن الوحيد لوالديه مارغريت الأولى ملكة الدنمارك وهوكون السادس ملك النرويج وحفيد الملوك ماغنوس الرابع ملك السويد وفالديمار الرابع ملك الدنمارك.

## عهده
عندما توفي جده فالديمار الرابع ملك الدنمارك، كان أولاف يبلغ من العمر خمس سنوات فقط، تم إعلانه ملكًا للدنمارك في العام التالي من قبل البرلمان البلاد، وأصبحت والدته مارغريت بمثابة الوصية على العرش بسبب صغر سنه، تضمن خطبة إعلانه لقب "الوريث الحقيقي للسويد" الذي أضيف بناءً على إصرار والدته لأن والده وجده لأبيه ماغنوس الرابع كانا ملوك السويد حتى أُجبروا على التنازل عن العرش، تم الترحيب به كملك في سكونا بما في ذلك المدن التي كانت تسيطر عليها الرابطة الهانزية منذ معاهدة شترالزوند عام 1370، وقعت الوصية مارغريت على ميثاق التتويج نيابة عنه، بحيث كان صغيرًا جدًا ولا يمكنه الحكم قبل بلوغه عامه الخامسة عشرة، وافق أولاف في الميثاق على مقابلة البرلمان مرة واحدة على الأقل سنويًا وإعادة ممتلكاتهم التي صادرها جده فالديمار الرابع خلال فترة حكمه.
أصبح أولاف ملكًا للنرويج بعد وفاة والده عام 1380 وحتى عندما بلغ أولاف سن الرشد عام 1385 ظلت والدته تحكم باسمه حتى مع صعوده إلى العرش النرويجي، اتحدت الدنمارك والنرويج في اتحاد شخصي كان يتم الحكم من الدنمارك، وسيكون للدنمارك والنرويج نفس الملك باستثناء فترة قصيرة، حتى استقلال النرويج عن الدنمارك في عام 1814 بموجب معاهدة كييل.
توفي أولاف بشكل غير متوقع في فالستربوهوس في أغسطس 1387 عن عمر يناهز 16 عامًا، ودُفن في دير سورو بجزيرة زيلاند الدنماركية، حيث دُفن جده ووالدته أيضًا هُناك، وعلى الفور ظهرت شائعات بأنه قد تم تسممه، بعد وفاة ابنها استطعت مارغريت بتوحيد الممالك الإسكندنافية الثلاث في اتحاد شخصي، ومع أولاف لم يولد أي ملك نرويجي على أراضيها لأكثر من 550 عامًا حتى أصبح هارالد الخامس المولود في عام 1937 ملكًا منذ 1991، أدت وفاته إلى انقراض سلالة الذكور من عائلة بيلبو الملكية، في عام 2015 بالسويد اقترح عالم الطب الشرعي يورغن لانج تومسن نظرية وفاته بسبب متلازمة بروغادا.

## أولاف الكاذب
في عام 1402 تم انتحال شخصيته من قبل شخص المزيف حسب ما أورده المؤرخ يوهان فون بوسيلج، بأن شخص فقير ومريض أقام بالقرب من قرية غراودينس (الآن: غروجونتس، بولندا)، سأله مجموعة من التجار الدنماركيين عما إذا كان معروفاً في الدنمارك، لأنه يشبه إلى حد كبير الملك الراحل أولاف، تمكن التجار من إيجاد شخصًا آخر يعرف الملك واصطحبوا معهم لرؤيته، عندما رأى الوافد الجديد الشخص الذي أخذوه لأولاف، صرخ على الفور: "سيدي الملك!"، كان كثير من الناس وخاصة في النرويج لم يصدقوا أن أولاف قد توفي، وكانوا يظنوا أن مارغريت قد سممته لإبعاده عن الطريق حتى تتمكن من الحكم. وبحسب الشائعات تمكن الشاب المزيف من الإختباء والفرار حتى وصلت أخباره إلى التاجر يدعى تيم فون دير نيلو الذي أخذه إلى دانزيغ (الآن: غدانسك)، رحب أبناء المدينة به باعتباره الملك الشرعي للدنمارك والنرويج وقدموا له الملابس والهدايا الفاخرة، ومن هنا كتب إلى الملكة مارجريت يخبرها بأنه ابنها، وطالب باستعادة أراضيه وألقابه، ردت الملكة مارغريت قائلة إنه إذا تمكن من إثبات أنه ابنها، فسوف تقبله بكل سرور.
اصطحب السيد الأكبر للفرسان التوتونيين الشاب إلى كالمار لإجراء مقابلة مع الملكة، وبمجرد وصوله اكتشف أنه محتال، لأنه لم يستطع التحدث بكلمة واحدة باللغة الدنماركية، وعند استجوابه اعترف بأنه بروسي وابن فلاح، تم نقله إلى لوند في سكونا، هناك اعترف بخرقه للنظام الملكي وحُكم عليه بالحرق على الخازوق، تم تعليق الرسائل التي كتبها إلى الملكة حول رقبته ووضع تاج وهمي على رأسه قبل إنزاله في النيران، تم تسليم ممتلكاته إلى أحد الدير، ونسفت الملكة ختمه، أصدر المجلس الدنماركي للمملكة شرحًا تفصيليًا لوفاة أولاف الحقيقية عام 1387 ليتناقض مع القصة التي انتشرت حوله في منطقة البلطيق.